# ハルマヘラ島

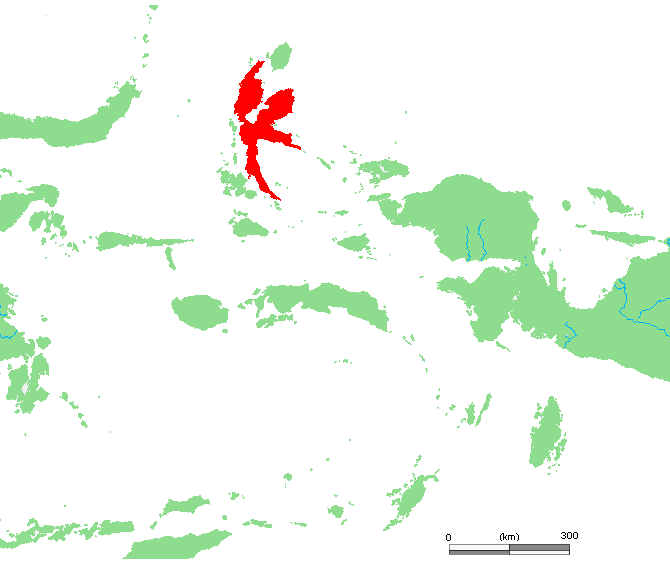
ハルマヘラ島の位置

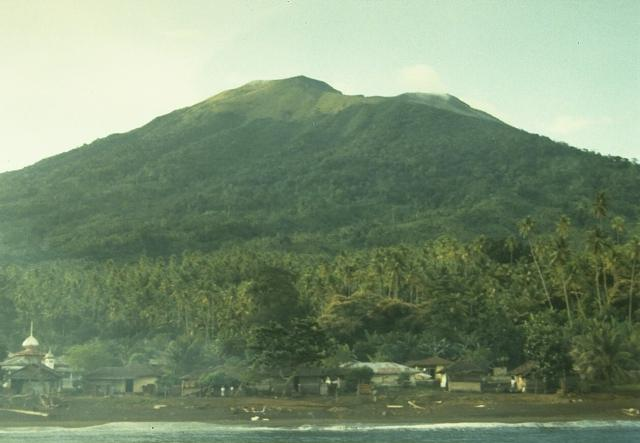
ガムコノラ山

ハルマヘラ島（ハルマヘラとう、インドネシア語: Pulau Halmahera）は、インドネシアのモルッカ諸島にある島。ジャイロロ島（Jailolo）、ジロロ島（Jilolo, Gilolo）ともいう。面積は17,780km2で、モルッカ諸島で最も大きい。北東は太平洋に面し、南東はハルマヘラ海、西はモルッカ海峡・モルッカ海に面する。人口は449,938人（2010年）。住民の8割はムスリムで、残りの2割はキリスト教徒が占める。
最近では2007年に噴火した島の最高地点であるガムコノラ山（標高1560m、1635mとも）の他に活火山がいくつかある。

## 歴史
ハルマヘラ島は山がちのうえ、全島を熱帯雨林に覆われるため人口が少ない。この地域の中心は、ハルマヘラ島の西海岸沖合いに浮かぶテルナテ島、ティドレ島である。どちらも面積100km2あまりの小島だが、丁子の原産地として香辛料貿易で栄え、ハルマヘラ島を含めたインドネシア東部全域に勢力を広げた。16世紀初めにポルトガル人がやってきて以来、モルッカ諸島は西洋諸国による支配権争いの舞台となり、最終的にオランダ領東インドに組み込まれた。インドネシア独立後はマルク州に含まれていたが、1999年に成立した北マルク州（インドネシア語:Maluku Utara）の一部になっている。
2010年代には、島内のニッケル資源が注目され、フランスのエラメットとドイツのBASFが共同でニッケルの精錬事業プロジェクトを計画したが、2020年代に入るとニッケルの需給が緩んだため、2024年には事業の中止が発表されている。

## 言語

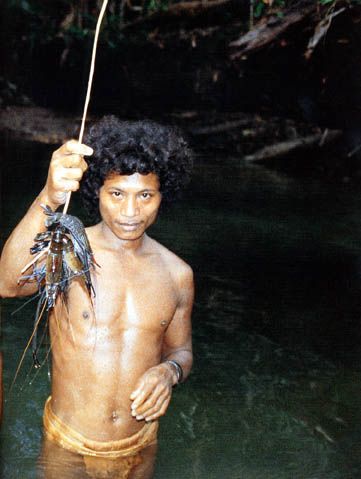
ハルマヘラのジャングルに住むトグティル族

ハルマヘラ島およびその周辺部の諸言語はオーストロネシア系と非オーストロネシア系のものが混在している。
まず、主なオーストロネシア系言語は以下の通りである。この中ではブリ語について最も早い時期から体系的に記述されている。
- ギマン語（英語版）（Giman; 別名: Gani語、Gane語）
- サワイ語（別名または方言: ウェダ語 (Weda)、Were語）
- パタニ語（英語版）
- ブリ語
  - Wayamli（Wajamli、Jawanli）方言
- 東マキアン語（英語版）
  - Kayoa（Kajoa）方言
- マバ語 (インドネシア)（英語版）（別名: Bitjoli語、Ingli語）

また、非オーストロネシア系言語は主に以下のものが挙げられる。
- ガレラ語（英語版）
- Ibu語 (en)
- ロロダ語（英語版）（別名: Loda語）
- 西マキアン語（英語版）
- モドレ語（英語版）
- パグ語（英語版）
  - Isam方言
- サフ語（英語版）
- テルナタ語（英語版）
- ティドレ語（英語版）
- トバル語（英語版）（Tobaru; 別名: Tabaru）
- トベロ語（英語版）
- ワイオリ語（英語版）